# Uniwersytet w Rijece
Uniwersytet w Rijece (chorw. Sveučilište u Rijeci) – chorwacki uniwersytet z siedzibą w Rijece. Został założony w 1973 roku. W jego skład wchodzi dziesięć wydziałów oraz Akademia Sztuki. Rektorem uczelni od 2009 roku jest prof. dr Pero Lučin, z zawodu lekarz.

## Historia
Uniwersytet w Rijece został założony w 1973 roku, choć jego korzenie sięgają XVII wieku. Pierwszym ogniwem akademickim w regionie była jezuicka szkoła średnia, założona w 1627 roku, której status został rozszerzony w 1633 roku przez króla Ferdynanda II, nadając jej prawa podobne do ówczesnych uniwersytetów europejskich. Współczesny uniwersytet powstał z połączenia kilku istniejących już instytucji, w tym Wyższej Szkoły Ekonomicznej i Akademii Pedagogicznej, które później przekształciły się w odrębne jednostki, jak np. Uniwersytet Jurja Dobrile w Puli
Obecnie Uniwersytet jest jednym z wiodących ośrodków akademickich w Chorwacji, promującym otwartość i innowacje, co znajduje odzwierciedlenie w programach współpracy międzynarodowej oraz licznych centrach badawczych, takich jak Centrum zaawansowanych badań na Bałkanach czy Centrum Sztucznej Inteligencji i Cyberbezpieczeństwa.
W 2023 roku Uniwersytet obchodził 50-lecie istnienia, organizując ponad 200 wydarzeń związanych z nauką, kulturą i edukacją. Były to okazje do refleksji nad dotychczasowymi osiągnięciami i wyznaczenia nowych celów w dynamicznie zmieniającym się świecie.

## Wydziały
- Akademia Sztuki (Akademija primijenjenih umjetnosti (APURI))
- Wydział Budownictwa (Građevinski fakultet (GRADRI))
- Wydział Ekonomiczny (Ekonomski fakultet (EFRI))
- Wydział Filozoficzny (Filozofski fakultet (FFRI))
- Wydział Medyczny (Medicinski fakultet (MEDRI))
- Wydział Nauk Morskich (Pomorski fakultet (PFRI))
- Wydział Nauk o Zdrowiu (Fakultet zdravstvenih studija (FZSRI))
- Wydział Pedagogiczny (Učiteljski fakultet (UFRI))
- Wydział Prawa (Pravni fakultet (PRAVRI))
- Wydział Techniczny (Tehnički fakultet (RITEH))
- Wydział Zarządzania w Turystyce i Gościnności (Fakultet za menadžment u turizmu i ugostiteljstvu (FMTU))

- Źródło